# 普萊森特格羅夫 (阿肯色州尤寧縣)
普萊森特格羅夫（英語：Pleasant Grove）是位於美國阿肯色州尤寧縣的一個非建制地區。該地的面積和人口皆未知。

## 地理
普萊森特格羅夫的座標為33°05′46″N 92°33′06″W / 33.09611°N 92.55167°W，而該地的平均海拔高度為68米（即223英尺）。